# Vittoria Colonna

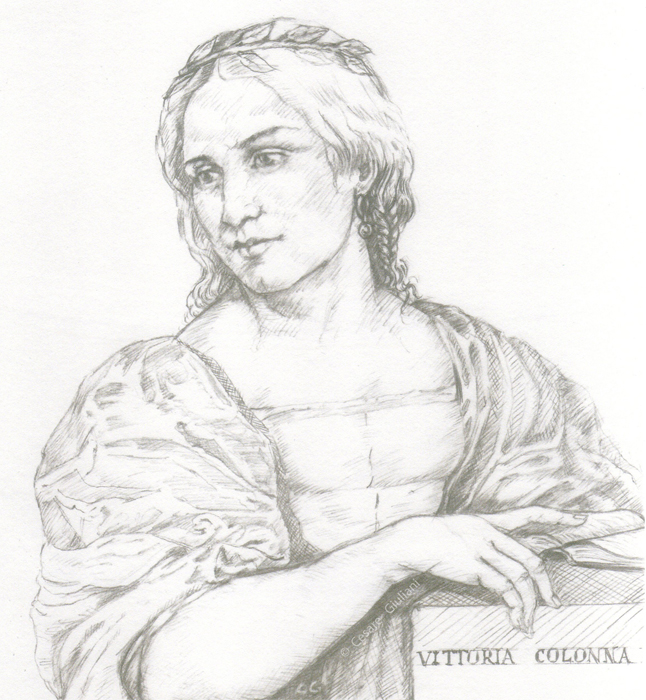
Vittoria Colonna

Vittoria Colonna (Marino, 1490 of 1492 - Rome, 1547) was een Romeinse adellijke dichteres in de 16e eeuw. Door haar huwelijk met Francesco de Avalos was zij ook markiezin van Pescara. Het koppel was kinderloos. Zij overleefde haar man vele jaren en hertrouwde nooit.

## Familie
Zij was afkomstig van de familie Colonna in de Pauselijke Staten. Deze machtige adellijke familie had vele condottieri en kardinalen voortgebracht en bezat in Midden-Italië talrijke paleizen en landerijen. Het was een van de leidende families in de Pauselijke Staten. Vittoria leefde als kind in het kasteel van Marino, waar ze geboren werd in 1490 of mogelijks 1492. Marino is gelegen in de Albaanse heuvels in Latium. Toen haar vader Fabrizio Colonna tijdens de Italiaanse oorlogen van kamp veranderde (namelijk van pro-Frans naar pro-Spaans) vroeg de Spaanse koning van Napels, Ferdinand II, dit te bezegelen met een politiek huwelijk. De 2-jarige Vittoria werd uitgehuwelijkt met de 5-jarige Francesco de Avalos, zoontje van een erg Spaansgezinde condottiero in het koninkrijk Napels. De familie Colonna leefde nu in alliantie met de Spanjaarden en Napolitanen. In 1501 verwoestten de Fransen het stadje Marino. De familie van Vittoria vluchtte naar het eiland Ischia. Daar leefde de familie in ballingschap en werd de tijd gevonden voor een formele huwelijkssluiting tussen Vittoria en Francesco in de Aragonese burcht van Ischia (1509).

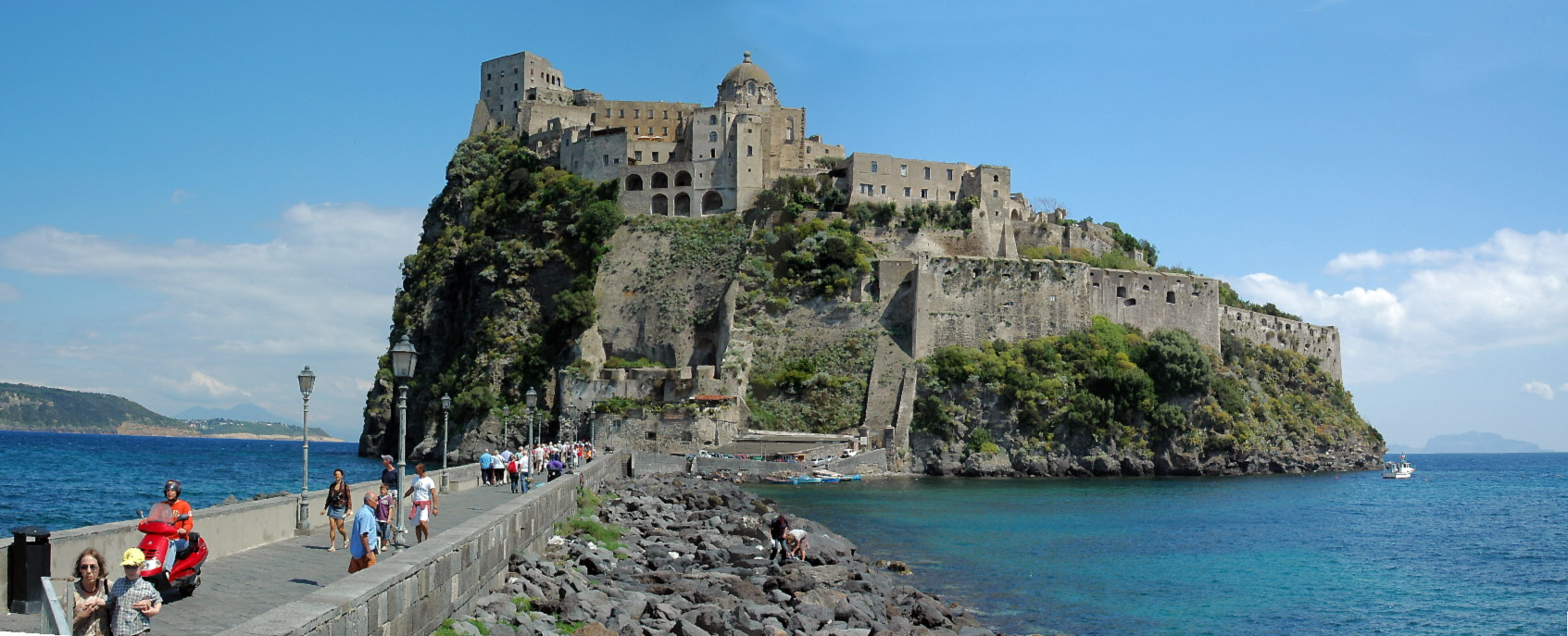
de Aragonese burcht van Ischia, kader van het huwelijk tussen Vittoria en Francesco de Avalos (1509)

## Huwelijk
Francesco de Avalos was veel uithuizig, aangezien hij vocht als condottiero tegen de Fransen tijdens de Italiaanse oorlogen. Vittoria bracht de tijd in Ischia door in het gezelschap van humanistische geleerden en kunstenaars. Ze zag er onder meer Michelangelo, Ludovico Ariosto en Pietro Aretino. Toen haar man stierf in 1525, na de overwinning bij Pavia tegen de Fransen, zat Vittoria in de put. Ze wilde zelfmoord plegen doch trok in een Romeins klooster. Haar broer Ascanio Colonna en haar neef kardinaal Pompeo Colonna roofden het pauselijk paleis in Rome kort nadien (1526). Een woeste paus Clemens VII liet landhuizen van de familie Colonna op zijn beurt plunderen. De zaak escaleerde volledig met de zware plundering van Rome (1527) door de Rooms-Duitse troepen van keizer Karel V. Vittoria hielp de getroffen Romeinse burgers waar ze kon. Volgens sommigen was weduwe Vittoria een 'vogel zonder nest geworden'. In de verdere jaren woonde Vittoria afwisselend in Ischia, Napels en Rome. De laatste jaren van haar leven spendeerde zij meer tijd in kloosters dan in kastelen. Zij deed regelmatig vastenperiodes.

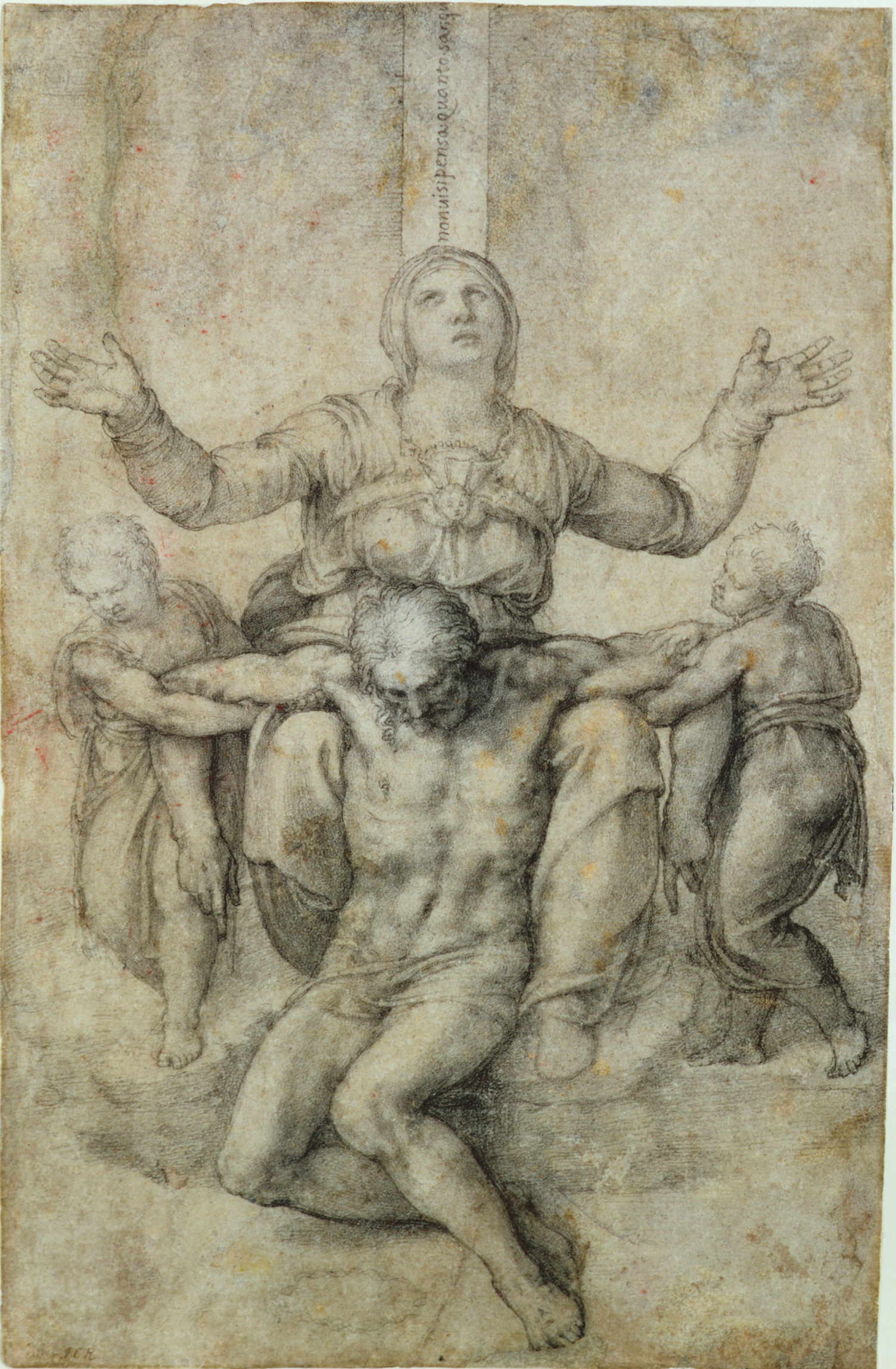
Pietà door Michelangelo voor Vittoria Colonna

## Gedichten
In 1533 geraakte Vittoria in de ban van de Spaanse prediker Juan de Valdès in Napels, alsook van de hele entourage van humanisten en hervormingsgezinde clerus, zoals kardinaal Reginald Pole. Zij schreef talrijke gedichten en sonnetten over religieuze onderwerpen, zoals bijvoorbeeld over het lijden van Jezus. Daarnaast schreef ze ook idealiserende verzen en rijmen over haar overleden echtgenoot. Haar stijl is als Petrarkisme te omschrijven: zoals de dichter Petrarca straalt ze in haar sonnetten een neoplatonisme uit. Ook schreef ze literaire brieven in dezelfde stijl. Zij was goed bevriend met Michelangelo, die haar pentekeningen schonk, onder meer een pietà. In de jaren 1540 kreeg ze last met de Inquisitie, want deze vielen over haar leer van Gods genade buiten de sacramenten van de kerk. Ze moest het schrijven van gedichten langzaam opgeven. Haar liefdesgedichten werden later evenwel regelmatig heruitgegeven.

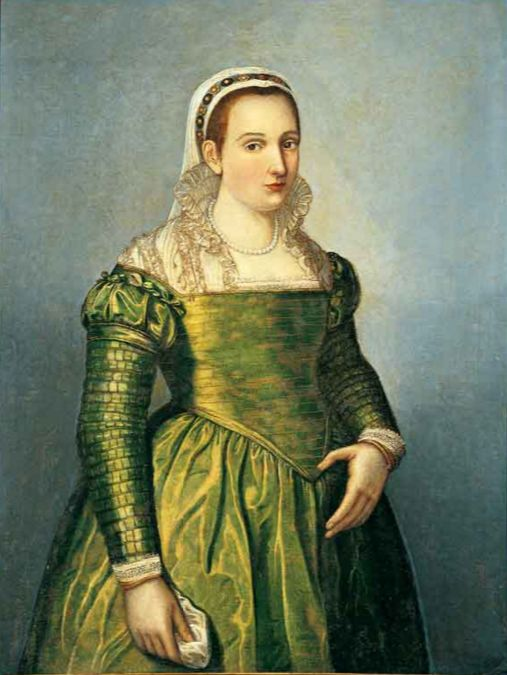
Vittoria Colonna, markiezin-weduwe van Pescara